# Tisovec, Dobrepolje
Tisovec este o localitate din comuna Dobrepolje, Slovenia, cu o populație de 33 de locuitori.